# 国際連合安全保障理事会決議193
国際連合安全保障理事会決議193（こくさいれんごうあんぜんほしょうりじかいけつぎ193、英: United Nations Security Council Resolution 193）は、1964年8月9日に国際連合安全保障理事会で採択された決議である。キプロス紛争に関係する。
安保理は、キプロス情勢の深刻な悪化を受け、トルコに対してキプロス島への砲撃を停止するように要請し、キプロスに対して全軍に発砲停止を命じるように要求した。
また、すべての当事国に対して、国際連合キプロス平和維持軍の司令官に全面的に協力し、戦闘を悪化あるいは拡大させる可能性がある行動を一切控えるように求めた。
賛成9、反対0、棄権2（チェコスロバキア、ソビエト連邦）で採択された。